# Jason Preston
Pour les articles homonymes, voir Preston.
Jason Preston, né le 10 août 1999 à Coral Springs en Floride, est un joueur américain de basket-ball évoluant au poste de meneur.

## Carrière universitaire
Il évolue trois saisons sous les couleurs des Bobcats de l'Ohio.

## Carrière professionnelle
Il est drafté en 33e position de la draft 2021 par le Magic d'Orlando pour les Clippers de Los Angeles.

## Statistiques

### Universitaires
Les statistiques de Jason Preston en matchs universitaires sont les suivantes :
| Saison    | Équipe   | Matchs | Titul. | Min./m | % Tir | % 3pts | % LF | Rbds/m. | Pass/m. | Int/m. | Ctr/m. | Pts/m. |
| --------- | -------- | ------ | ------ | ------ | ----- | ------ | ---- | ------- | ------- | ------ | ------ | ------ |
| 2018-2019 | Ohio     | 30     | 21     | 29,5   | 43,4  | 20,8   | 76,5 | 3,60    | 3,40    | 0,80   | 0,10   | 6,00   |
| 2019-2020 | Ohio     | 32     | 32     | 38,1   | 51,5  | 40,7   | 72,5 | 6,40    | 7,40    | 1,40   | 1,00   | 16,80  |
| 2020-2021 | Ohio     | 20     | 20     | 34,6   | 51,4  | 39,0   | 59,6 | 7,30    | 7,30    | 1,50   | 0,30   | 15,70  |
| Carrière  | Carrière | 82     | 73     | 34,1   | 49,8  | 35,7   | 70,3 | 5,60    | 5,90    | 1,20   | 0,10   | 12,60  |

## Palmarès, distinctions et récompenses

### Distinctions
- First-team All-MAC en 2021
- Second-team All-MAC en 2020
- MAC All-Freshman Team en 2019
- MAC Tournament MVP en 2021